# 三硫黄
三硫黄（Trisulfur、化学式S3）は、硫黄の同素体の1つである。色はチェリーレッドである。440℃、1,333Paで、約10%の気化硫黄を含む。
極低温では固体として観測され、通常の条件では八硫黄に変換される。
8 S3 → 3 S8

## 構造と結合
構造と結合については、三硫黄とオゾン(O3)はよく似ている。どちらも折れ線形分子構造で反磁性を持つ。結合はS=S二重結合と表されるが、その状況はより複雑である。
S-S長は全て等しく、191.70±0.01 pmである。中央の原子を挟む角度は117.36°±0.006°である。しかし、環状オゾンやシクロプロパンのように、単結合を介して正三角形に原子が配置する環状S3では、実験的に観察される折れ線形構造に比べ低エネルギーと計算される。
1908年にヒューゴ・エルトマンはこの物質をチオゾン(thiozone)と名付け、液体硫黄の大部分を構成しているという仮説を立てた。しかしその存在は、1964年のJ. Berkowitzの実験まで証明されなかった。彼は質量分析を用いて、気化硫黄にS3分子が含まれることを証明した。1,200℃以上では、S3は、気化硫黄中で二硫黄(S2)に次ぐ割合を占める。液体硫黄中では、この分子は、500℃程度に温度が高くなるまで大きな割合を占めない。しかし、これらの小分子は、液体硫黄の反応性に大きく貢献している。S3は425 nm（紫）に吸収ピークを持ち、尾部は青色光領域まで伸びている。
S3は、ガラスまたは固体希ガスのマトリックスに埋め込まれたS3Cl2の光分解によっても生成される。

## 天然の存在
S3は、イオの火山噴出物中に存在している。また、金星の大気中、S2とS4が熱平衡に達する高度20-30kmでも見られると考えられている。金星大気低層の赤色は、恐らくS3によるものである。

## 反応
S3は一酸化炭素(CO)と反応して、硫化カルボニル(COS)と二硫黄を生成する。
任意の数の硫黄原子を含む化合物の生成が可能である。

## ラジカルアニオン
通常の条件下では、S3はほとんど見られないが、ラジカルアニオンS-3は豊富に存在する。これは強烈な青色で、オゾニド(O-3)とのアナロジーでチオゾニド(thiozonide)と呼ばれる。宝石のラピスラズリやウルトラマリンと呼ばれる色素が取れる鉱物の青金石は、S-3を含んでいる。イヴ・クラインが開発したインターナショナル・クライン・ブルーもS-3を含んでいる。オゾニドイオンと等価電子的である。青色は、イオン中でC2A2がX2B1電子状態に遷移し、可視光の橙色領域に相当数610-620 nmに強い吸収帯を持つのが原因である。ラマン周波数は、523 cm-1で、580 cm-1にもう1つの赤外線吸収がある。
S-3は、0.5 GPaの圧力下の水溶液中で安定であり、沈み込みや高圧変性作用の起こる地殻の深部で生成していると期待される。このイオンは、恐らく熱水循環において銅や金が移動するのに重要である。
別の硫黄ラジカルイオンであるS-6を含むリチウムヘキサスルフィド
プトレシンのプトレシン溶媒和は、アセトンとS-3の関連ドナー溶媒に解離する。
また、気化硫黄をマトリックス中、亜鉛イオンで還元することでもS-3が得られる。マテリアルは、乾燥させると強い青色になり、痕跡量の水があると緑色や黄色に変化する。
これを作るまた別の方法としては、ヘキサメチルリン酸トリアミド中に溶解したポリスルフィドを用いる方法で、青色になる。また、硫黄と湿った酸化マグネシウムを反応させる方法もある。S-3の確認にはラマン分光が用いられ、これは絵画を非破壊で分析するのにも用いられる。対称伸縮が549 cm1-、非対称伸縮が585 cm1-、屈曲が259 cm1-のバンドである。天然物質はS-2を含むことがあり、これは390 nmの光学吸収、590 cm1-のラマンバンドを持つ。

## トリスルフィドイオン
トリスルフィドイオンS2-3は、ポリスルフィドの系列の1つである。硫黄鎖は、107.88°曲がっている。三硫化ストロンチウムのS-S結合の長さは、205 pmで、一重結合である。二塩化硫黄と等電子的である。